# تمرد إيلي
تمرد إيلي هو انتفاضة دعمها الاتحاد السوفيتي ضد حكومة الكومينتانغ في جمهورية الصين عام 1944. بعد التمرد، أسس المتمردون الحكومة الإقليمية لجمهورية تركستان الشرقية الثانية عام 1944. كان تمرد إيلي بداية ثورة المقاطعات الثلاث التي استمرت من 1944 حتى 1949.

## خلفية تاريخية
نصّب الاتحاد السوفيتي شينغ شيكاي بصفته الحاكم التابع لهم في شينجيانغ بعد الغزو السوفيتي عام 1934 لشينجيانغ ورسخ الاتحاد السوفيتي مكانته في التمرد الإسلامي في شينجيانغ عام 1937. تمركزت وحدات الجيش الأحمر الروسي في واحات شينجيانغ، على سبيل المثال تمركز الفوج الثامن في هامي، وانتشر التقنيون والمهندسون السوفييت في المقاطعة بكثرة. خلال الحرب العالمية الثانية سعت حكومة الكومينتانغ لجمهورية الصين لتقويض الوجود السوفيتي في شينجيانغ واستعادة المقاطعة من السيطرة السوفيتية. عمل الكومينتانغ مع أمير الحرب التابع لجماعة ما من طائفة الهوي المسلمة الجنرال ما بوفانغ لبناء قواتها حول شينجيانغ وزيادة الضغط على شينغ شيكاي والسوفييت.
في عام 1942، حوّل شينغ شيكاي ولاءه إلى الكومينتانغ بعد الهزائم السوفيتية الكبرى على أيدي الألمان في الحرب العالمية الثانية. طُردت جميع القوات العسكرية للجيش الأحمر السوفيتي والفنيين المقيمين في المقاطعة، وانتقلت وحدات الجيش الثوري الوطني لجمهورية الصين والجنود التابعون لما بوفانغ إلى شينجيانغ للسيطرة على المقاطعة. ساعد ما بوفانغ الكومينتانغ في بناء طرق تربط بين شينغهاي وشينجيانغ، ما ساعد كلاهما على وضع شينجيانغ تحت تأثيرهما. في عام 1944، استغل السوفييت استياء الشعب التركستاني في منطقة إيلي في شمال شينجيانغ لدعم تمرد ضد حكم الكومينتانغ في المقاطعة من أجل إعادة تأكيد النفوذ السوفيتي في المنطقة.

## القتال

### ثورة كولجا
كان للعديد من التركستان في منطقة إيلي في شينجيانغ روابط ثقافية وسياسية واقتصادية وثيقة مع روسيا ومن بعدها الاتحاد السوفيتي. تلقى الكثير منهم تعليمهم في الاتحاد السوفيتي وعاش مجتمع من المستوطنين الروس في المنطقة. نتيجة لذلك، فرَّ العديد من المتمردين التركستان إلى الاتحاد السوفيتي وحصلوا على المساعدة السوفيتية في إنشاء لجنة تحرير الشعب التركستاني في عام 1943 للثورة ضد حكم الكومينتانغ الصيني في إيلي. كان الأويغوري المؤيد للسوفيات والذي أصبح فيما بعد زعيم الثورة، أحمد جان قاسم، قد تلقى تعليمه في الاتحاد السوفيتي ووصف بأنه رجل ستالين وتقدمي ذو فكر شيوعي.
فشلت الحملة التي أرسلها مسؤولو الكومينتانغ في أورومتشي لسحق المسلمين التركستان، الذين كانوا مستعدين للإطاحة بالحكم الصيني، لأن القوات وصلت متأخرة جدًا. عبر العديد من وحدات سلاح الفرسان التركستانية التي سلحها السوفييت إلى الصين في اتجاه كولجا. في نوفمبر 1944، قُتل المسؤول الرئيسي في البعثة على يد الأويغور التركستان والمتمردين الكازاخ المدعومين من الاتحاد السوفيتي.
هاجم المتمردون كولجا في 7 نوفمبر 1944 واستولوا بسرعة على أجزاء من المدينة، وقتلوا قوات الكومينتانغ. ومع ذلك، واجه المتمردون مقاومة شرسة من قوات الكومينتانغ المتحصنة في مراكز السلطة ومركز الشرطة ولم يستولوا على المنطقة حتى الثالث عشر من نوفمبر. أعلن إنشاء جمهورية تركستان الشرقية في الخامس عشر من نوفمبر. ساعد الجيش السوفيتي جيش إيلي الأويغور في الاستيلاء على عدة مدن وقواعد جوية. ساعد الروس غير الشيوعيين مثل الروس البيض والمستوطنين الروس الذين عاشوا في شينجيانغ منذ القرن التاسع عشر أيضًا الجيش الأحمر السوفيتي ومتمردي جيش إيلي. لقد عانوا من خسائر فادحة. كان العديد من قادة جمهورية تركستان الشرقية عملاء سوفياتيين أو منتسبين إلى الاتحاد السوفيتي، مثل عبد الكريم عباس وإسحاق بك وسيف الدين عزيزي والروس البيض إف ليسكن وأ. بولينوف وغليمكين. عندما واجه المتمردون مشكلة في الاستيلاء على مطار إيرامبيك الحيوي من الصين، تدخلت القوات العسكرية السوفيتية مباشرة للمساعدة في قصف المطار وتقويض المعقل الصيني.

### المذابح
انخرط المتمردون في مذابح بحق المدنيين الصينيين الهان، واستهدفوا بشكل خاص الأشخاص المنتمين إلى حزب الكومينتانغ وشينغ شيتساي. في إعلان كولجا الصادر في 5 يناير 1945، أعلنت جمهورية تركستان الشرقية أنها ستكتسح الصينيين الهان، مهددة بانتزاع دين الدم من الهان. تضمن الإعلان أيضًا أن الجمهورية ستسعى بشكل خاص إلى إقامة علاقات ودية مع السوفييت. في وقت لاحق، قللت جمهورية تركستان الشرقية من التأكيد على النغمة المعادية للهان في تصريحاتها الرسمية بعد أن قتلت معظم المدنيين من الهان في منطقتها. وقعت المذابح ضد الهان في الغالب خلال 1944-1945، مع رد الكومينتانغ بالمثل من خلال تعذيب وقتل وتشويه سجناء جمهورية تركستان الشرقية. في الأراضي التي سيطرت عليها جمهورية تركستان الشرقية، مثل كولجا، نُفذ العديد من الإجراءات القمعية، مثل إنشاء منظمة للشرطة السرية على الطراز السوفيتي، ومنع الهان من امتلاك الأسلحة وجعل اللغات الروسية والتركية رسمية وليس الصينية. في حين أن الشعوب التونغوسية غير المسلمة مثل الشيبي لعبت دورًا كبيرًا في مساعدة المتمردين من خلال إمدادهم بالمحاصيل، قدم التونغان المسلمون المحليون (الهوي) في إيلي مساهمة ضئيلة وغير مهمة للمتمردين أو لم يساعدوهم على الإطلاق.

### تشكيل جيش إيلي الوطني
قاد جيش إيلي الوطني، الذي تأسس في 8 أبريل 1945 كذراع عسكري لجمهورية تركستان الشرقية، القرغيزي إسحق بك والروس البيض بولينوف وليسكين. كان الثلاثة جميعهم موالين للسوفييت ولديهم تاريخ في الخدمة العسكرية مع القوات المرتبطة بالسوفيات. زود السوفييت جيش إيلي الوطني بالذخيرة والزي الرسمي المشابه للزي الروسي، وساعدت القوات السوفيتية بشكل مباشر قوات جيش إيلي الوطني في محاربة القوات الصينية. كانت أزياء وأعلام جيش إيلي الوطني جميعها تحمل شارات بالاختصار الروسي لجمهورية تركستان الشرقية. اعترف السوفييت بدعمهم للمتمردين بعد عقود عندما نقلوا بثًا إذاعيًا باللغة الأويغورية من راديو طشقند إلى شينجيانغ في 14 مايو 1967، متفاخرين بحقيقة أن السوفييت قد دربوا وسلحوا قوات جمهورية تركستان الشرقية ضد الصين. ساعد الآلاف من القوات السوفيتية المتمردين التركستان في قتال الجيش الصيني. في أكتوبر 1945، هاجمت طائرات يُشتبه أنها سوفيتية مواقعًا صينية.
مع تقدم الجيش الأحمر السوفيتي وجيش الأويغور التركستاني بدعم جوي سوفيتي ضد القوات الصينية سيئة الإعداد، نجحوا تقريبًا في الوصول إلى أورومتشي؛ ومع ذلك، وضع الجيش الصيني تحصينات دفاعية في جميع أنحاء المنطقة، وأرسل سلاح الفرسان الصينيين لوقف تقدم المتمردين المسلمين التركستان. تدفق الآلاف من قوات المسلمين الصينيين من جماعة ما بقيادة الجنرال ما بوفانغ وابن أخيه الجنرال ما تشنغ شيانغ إلى شينجيانغ من شينغهاي لمحاربة القوات السوفيتية والتركستانية الأويغورية.
كان أصل الكثير من جيش إيلي ومعداته من الاتحاد السوفيتي. دفع جيش إيلي المتمرد القوات الصينية عبر السهول ووصل إلى كاشغر وكاغليك وياركند. ومع ذلك، لم يقدم الأويغور في الواحات أي دعم للمتمردين المدعومين من الاتحاد السوفيتي، ونتيجة لذلك، تمكن الجيش الصيني من طردهم. ذبح متمردو إيلي ماشية تعود إلى القرغيز والطاجيك في شينجيانغ. دمر المتمردون المدعومون من الاتحاد السوفيتي محاصيل الطاجيك والقرغيز وتحركوا بقوة ضد الطاجيك والقرغيز الصينيين. هزم الصينيون التمرد المدعوم من الاتحاد السوفيتي في ساريكول في الفترة من آب 1945 إلى 1946، ودحروا حصار «رجل القبيلة» حول ياركاند عندما انتفضوا في تمرد في نانشيانغ حول ساريكول، وقتلوا ضباط الجيش الأحمر.